# Evarcha russellsmithi
Evarcha russellsmithi là một loài nhện trong họ Salticidae.
Loài này thuộc chi Evarcha. Evarcha russellsmithi được Wanda Wesołowska & Tomasiewicz miêu tả năm 2008.